# Hada
Hada is een geslacht van nachtvlinders uit de familie Noctuidae.

## Soorten
- H. alpina Draudt, 1950
- H. aplectoides Draudt, 1950
- H. bryoptera Püngeler, 1900
- H. calberlai Staudinger, 1883
- H. carminea Dognin, 1912
- H. ciocolatina Draudt, 1924
- H. conifera Dyar, 1913
- H. consectatrix Draudt, 1924
- H. deliciosa Alphéraky, 1892
- H. draudti Wagner, 1936
- H. extrita Staudinger, 1888
- H. hampsoni Varga, 1974
- H. hofmanni Köhler, 1959
- H. honeyi Plante, 1982
- H. hospita Bang-Haas, 1912
- H. lurida Alphéraky, 1892
- H. meraca Püngeler, 1906
- H. montana Leech, 1900
- H. orientalis Alphéraky, 1882
- H. persa Alphéraky, 1897
- H. plebeja Linnaeus, 1761 - schaaruil
- H. plumbica Köhler, 1959
- H. plumbifusa Draudt, 1924
- H. proxima Hübner, 1827
- H. radiata Köhler, 1966
- H. santacrucensis Köhler, 1959
- H. scurrilis Draudt, 1924
- H. sutrina Grote, 1881
- H. tenebra Hampson, 1903
- H. verdinigra Köhler, 1947
- H. vulpecula Brandt, 1938
- H. wittmeri Köhler, 1947

## Bron
- Natural History Museum Lepidoptera genus database